# 西格马尔·韦茨利希
西格马尔·韦茨利希（德語：Siegmar Wätzlich，1947年11月16日—2019年4月18日），德国足球运动员。

## 职业生涯
韦茨利希职业生涯效力于德累斯頓迪納摩（1967-1975）。
此外，他还效力于民主德国国家足球队（出场22次），并参加了1974年FIFA世界杯。

### 荣誉
德累斯顿迪纳摩
- 东德足球高级联赛（3）：1970-71，1972-73，1975-76
- FDGB-Pokal（1）：1970-71

东德国家队
- 奥运会铜牌：1972年